# Milena Rašić
Milena Rašić (Pristina, 25 de outubro de 1990) é uma ex-jogadora de voleibol sérvia que atuou como central.
Atuando pela então seleção da Sérvia, conquistou a medalha de prata em Rio 2016, a medalha de bronze em Tóquio 2020 e quatro medalhas em Campeonatos Europeus, sendo duas delas de ouro, além de pódios em Copas do Mundo (prata em 2015) e Grand Prix (bronze em 2011 e 2013). Em 2016, obteve a medalha de prata nos Jogos Olímpicos do Rio após perder para a China na final por 3–1, sendo eleita ainda a melhor central do torneio.
A nível de clubes, ganhou o título europeu de 2016–17 jogando pelo VakıfBank Istanbul, da Turquia, onde ainda foi eleita uma das melhores centrais.
Em 2018 conquistou pela seleção nacional o inédito título do Campeonato Mundial sediado no Japão, integrando a seleção do campeonato como a primeira melhor central da edição.

## Premiações individuais
- 1ª Melhor Central do Campeonato Mundial de 2018.[4]